# Ташкент (Турция)
Вижте пояснителната страница за други значения на Ташкент.
Ташкент (на турски: Taşkent – Каменен град), по-рано Пирлерконду (Pirlerkondu), е град в Турция, вилает Кония, административен център на околия Ташкент.

## География
Намира се в регион Централен Анадол. Ташкент е най-южната околия във вилает Кония. Тя има население с настоящ адрес от 6967 души, а градът е с 1661 жители през 2012 година при съответно 46 396 д. и 10 779 ж. според преброяването през 2000 г.

## Личности
- Ахмет Давутоглу (р. 1959) – министър-председател на Турция от 28 август 2014 г.